# تيم لويس (محامي)
تيم لويس هو محامي كندي، ولد في 13 أغسطس 1958.